# Mars Scout Program

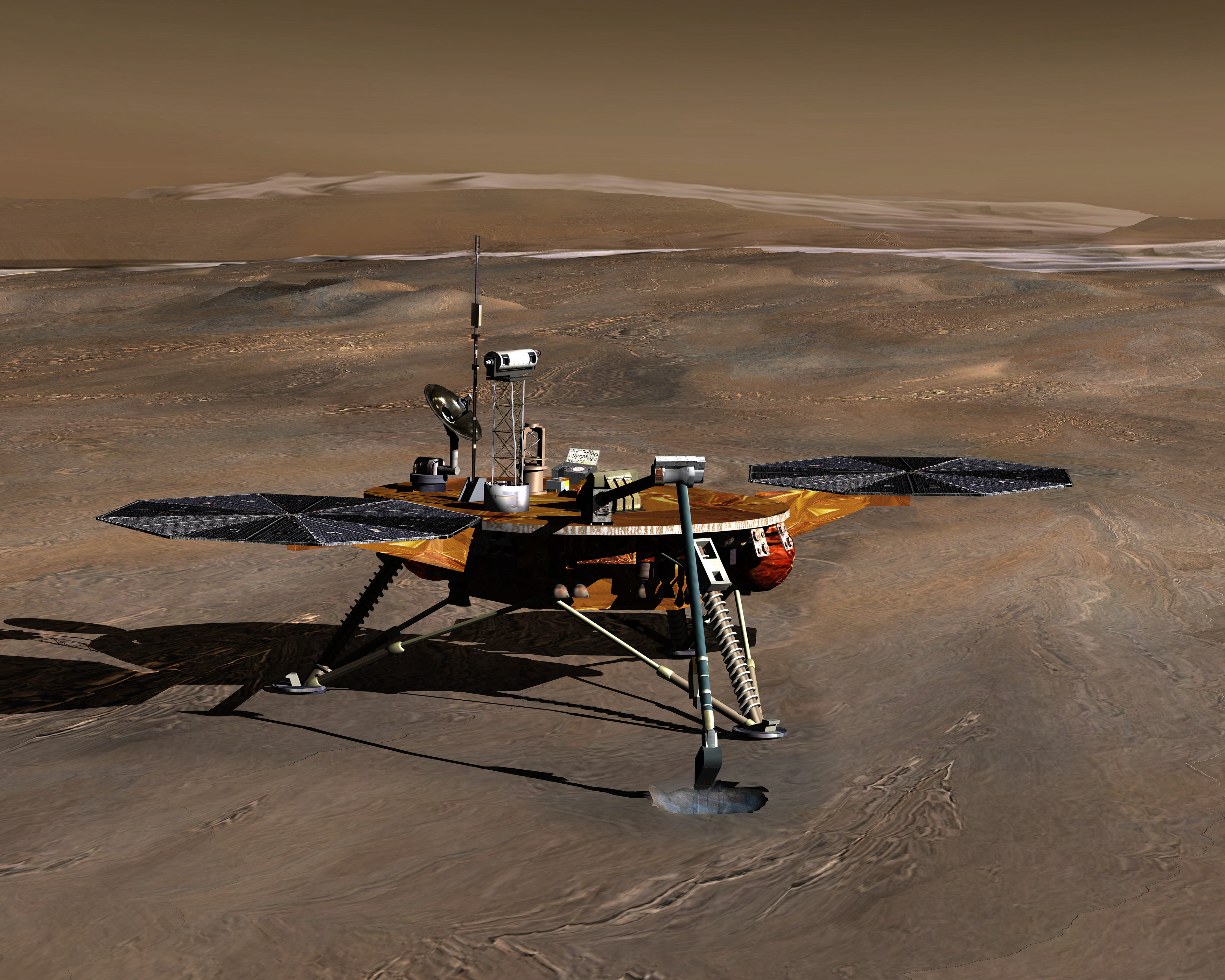
Konceptbild av Phoenix

Mars Scout Program är ett nytt NASA-program för små, billiga uppdrag till Mars, utvalda från innovativa förslag av en vetenskaplig kommitté. Det första planerade uppdraget i detta program är "Phoenix", från början en landare som skulle ersätta det nedlagda uppdraget Mars Surveyor 2001 Lander. Enligt planerna ska Phoenix skjutas upp i augusti, 2007 och ska landa på den isiga nordpolen på planeten.
Det andra scout-uppdraget tittar man på och uppskjutning är planerad till 2011.